# Saawan: The Love Season
Saawan: The Love Season – bollywoodzki romans wyreżyserowany w 2006 roku przez Sawan Kumara. Zdjęcia do filmu realizowano w Bombaju, Dubaju i Kapsztadzie (w Afryce).

## Fabuła
W Kapsztadzkiej dyskotece dla Indusów spotykają się Raj i Kajol, którzy przyjechali tu z Bombaju by się zabawić albo znaleźć miłość. Przypadek, a może przeznaczenie łączy ich ze sobą. Po ich powrocie do Bombaju obie rodziny chętnie zgadzają się na małżeństwo. Przyszłość obojga zapowiada się bardzo szczęśliwie, gdy... Pewnego dnia nieznany, zaniedbany mężczyzna o smutnych oczach (Salman Khan) ratuje Kajol przed śmiercią pod nadjeżdżającym samochodem. Gdy poruszona zdarzeniem dziękuje mu, on każe jej jechać jak najszybciej do domu, aby pojednać się z ojcem. Przepowiada, że umrze on jeszcze tego wieczoru. Gdy przepowiednia sprawdza się, Kajol ogarnia strach. Niespokojna błaga przepowiadającego, aby powiedział, co ją jeszcze czeka w przyszłości. Jego słowa potwierdzają jej obawy. Przyszłość Kajol ma trwać zaledwie kilka dni...

## MotywyBollywoodu
- Gdy Bóg dokonuje cudu, pokazywane jest Jego światło rozjaśniające kolejno wieże kościoła chrześcijańskiego, muzułmańskiego meczetu i hinduskiej świątyni. Motyw jedności wiary niezależnie od wyznań m.in. też w Home Delivery: Aapko... Ghar Tak, Heyy Babyy.
- Dziewczynka w szkole zajętej przez terrorystów modli się do Boga o pomoc i On przesyła kogoś, kto ocala dzieci. Motyw skuteczności modlitwy w wielu filmach m.in. w – Guddu, Coś się dzieje, Chup Chup Ke.

## Obsada
- Saloni Aswani – Kajal
- Prem Chopra – jej ojciec, Fakkie Capper
- Kapil Jhaveri – Raj
- Ranjeet – Ranjeet, ojciec Raja
- Salman Khan – przewidujący przyszłość

## Muzyka
Autorem muzyki i 7 piosenek włączonych w romans jest Aadesh Shrivastav:
- Punjabi Aankhonwali
- Tu Mila De
- Jo Maangi Khuda Se – Male
- Ready For Love
- Saawan.....The Love Season
- Jo Maangi Khuda Se – Female
- Mere Dil Ko Dil Ki Dhadkan Ko